# Mileto (Creta)
Mileto (en griego, Μίλητος) es el nombre de una antigua ciudad griega de Creta, mencionada por Homero en el Catálogo de las naves de la Ilíada.
Según la tradición, la ciudad cretense de Mileto era el lugar de procedencia de los colonizadores de la ciudad de Mileto de la costa de Asia Menor, cuyo fundador se considera que fue Sarpedón, hijo de Zeus o Mileto, hijo de Apolo. También Pandáreo era de Mileto de Creta.
En tiempos de Estrabón estaba deshabitada, ya que sufrió una destrucción y su territorio pasó a manos de los habitantes de Licto.
Suele localizarse en la ciudad llamada actualmente Milatos, pero tal identificación no es segura y también se ha propuesto la identificación con Malia.